# Elaphoglossum sordidum
Elaphoglossum sordidum är en träjonväxtart som beskrevs av Christ. Elaphoglossum sordidum ingår i släktet Elaphoglossum och familjen Dryopteridaceae. Inga underarter finns listade.